# Porkuni
Porkuni (Duits: Borkholm of Borckholm) is een plaats in de Estlandse provincie Lääne-Virumaa, die behoort tot de gemeente Tapa. De plaats heeft 122 inwoners (2021) en heeft de status van dorp (Estisch: küla).
Tot oktober 2017 behoorde Porkuni tot de gemeente Tamsalu. In die maand ging Tamsalu op in de gemeente Tapa.

## Porkunimeer
Het Porkunimeer (Estisch: Porkuni järv) ligt ten zuiden van Porkuni in het heuvelland van Pandivere, een karstplateau, dat een afwisselend landschap met akkers en bossen biedt. Het meer heeft een oppervlakte van 41,5 hectare en een maximale diepte van 6 meter. Het bestaat uit vier delen die onderling verbonden zijn: Suurjärv, Karujärv, Aiajärv en Iiri järv. Het Suurjärv heeft een aantal drijvende eilanden. Volgens een legende was het meisje Kaie hooi aan het verzamelen toen een afgewezen minnaar haar in het water duwde. Uit het hooi in haar schort werden de drijvende eilanden gevormd.
De rivier Valgejõgi ontspringt in het Porkunimeer.

## Bisschopsburcht
De Bisschopsburcht van Borkholm (Estisch: Porkuni piiskopilinnus) is in de jaren 1477-1479 gebouwd onder supervisie van bisschop Simon von der Borch van Tallinn op een eiland in het Porkunimeer. Van Simon von der Borch zijn ook de Duitse naam Borkholm en de Estische naam Porkuni afgeleid. De burcht was een belangrijke vesting in de regio Wierland (Virumaa).
In 1558, tijdens de Lijflandse Oorlog, raakte de burcht zwaar beschadigd. Daarna verloor hij zijn functie als verdedigingswerk en raakte hij in verval. In 1596 deed Rusland afstand van alle rechten op de vesting.
Van de burcht zijn nu nog de fundamenten en één toren (van de zeven) over. De 21 meter hoge toren is van onderen vierhoekig en van boven achthoekig. Er is een klein museum gevestigd, dat de geschiedenis van de kalksteenwinning in Estland behandelt. Er zijn ook fossielen te zien die in de kalksteen gevonden zijn.

## Landhuis van Porkuni
Rond de burcht ontstond het landgoed van Porkuni. Tussen 1628 en 1799 behoorde het tot de bezittingen van de Baltisch-Duitse familie von Ti(e)senh(a)usen. In 1835 kwam het in handen van de familie von Essen. Het huidige neogotische landhuis werd tussen 1870 en 1874 gebouwd op het eiland Küngassaar in het Porkunimeer in de nabijheid van de ruïnes van de Bisschopsburcht. Tussen 1887 en 1920 was het in het bezit van de familie von Rennenkampff. Na 1920 werd het landgoed verdeeld onder een groep kleine boeren. In 1924 werd in het landhuis een dovenschool ingericht. Een gedenksteen herinnert aan de oprichter, Ernst Sokolovski.
Naast het landhuis is nog een aantal bijgebouwen bewaard gebleven, zoals de zuivelfabriek, de wodkastokerij en de dorsvloer.

## Slag bij Porkuni
Op 21 september 1944 werd tussen het Porkunimeer en het dorp Sauvälja slag geleverd tussen (voornamelijk) Esten die aan Duitse zijde vochten en Esten in het Rode Leger. Het Rode Leger won de slag. Aan Duitse kant verloren meer dan 300 Esten het leven, 700 werden gevangengenomen. Aan Sovjetzijde vielen ca. 100 doden. De Sovjetsoldaten begroeven hun doden in een massagraf bij Loksa, de doden aan de andere kant werden begraven door omwonenden in de dorpen Vistla en Sauvälja. Op 21 september 2008 werd een monument onthuld voor de soldaten die aan Duitse kant gesneuveld waren. Bij Loksa staat al sinds 1965 een monument voor de gesneuvelde Sovjetsoldaten. In 1992 is de tekst op het monument vervangen door een neutralere tekst.

## Foto's

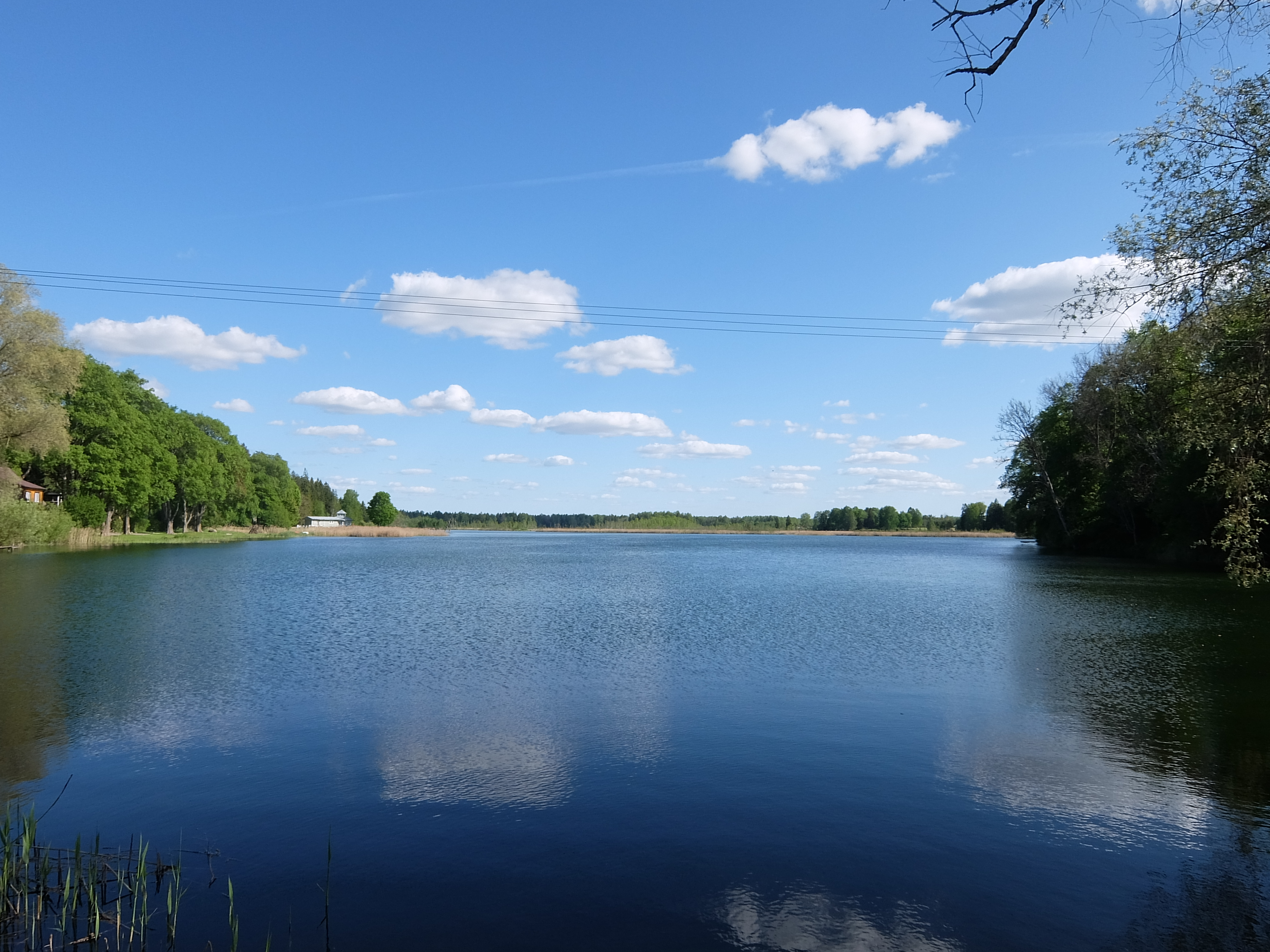
Het Porkunimeer
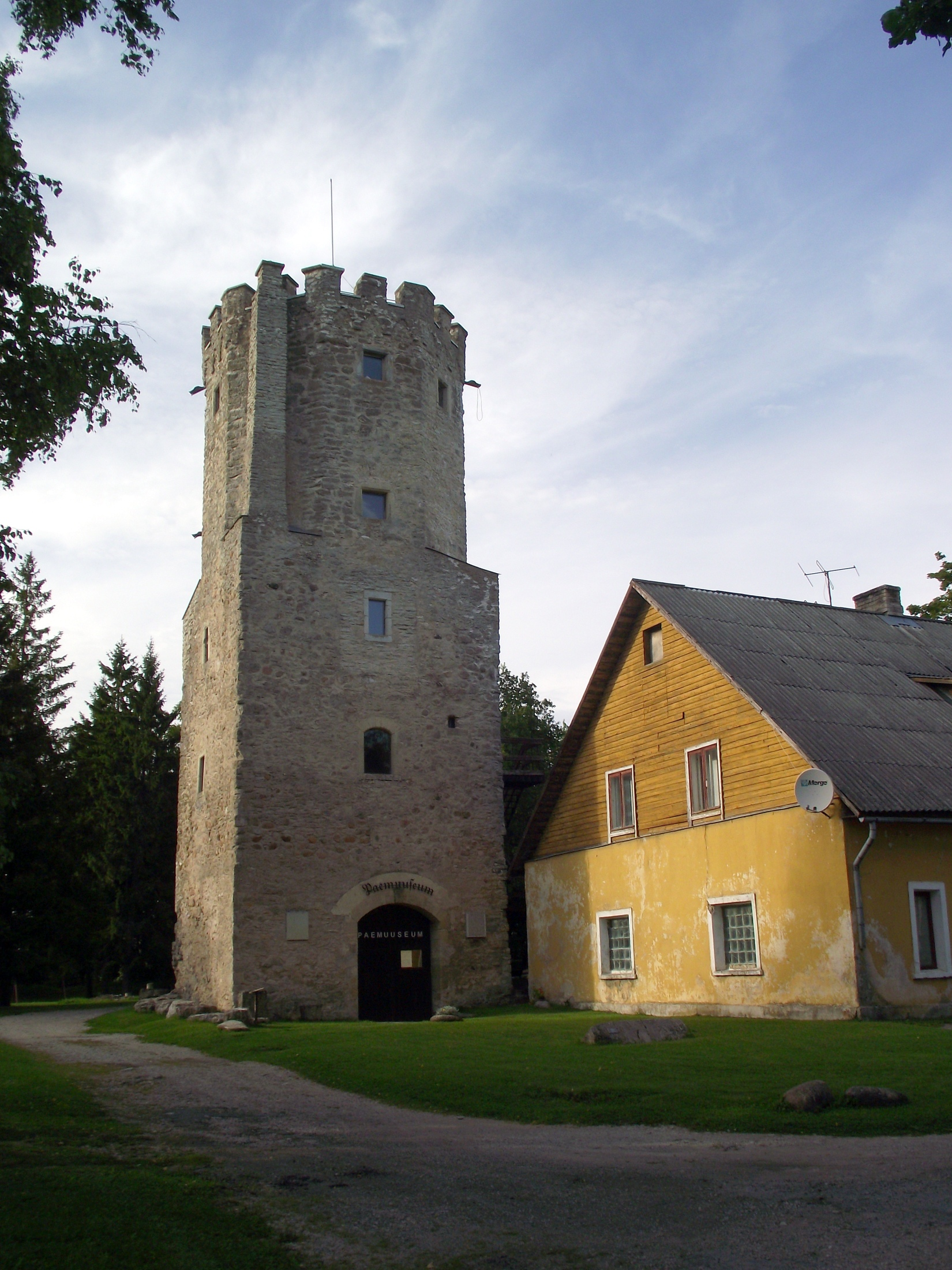
De toren van de Bisschopsburcht
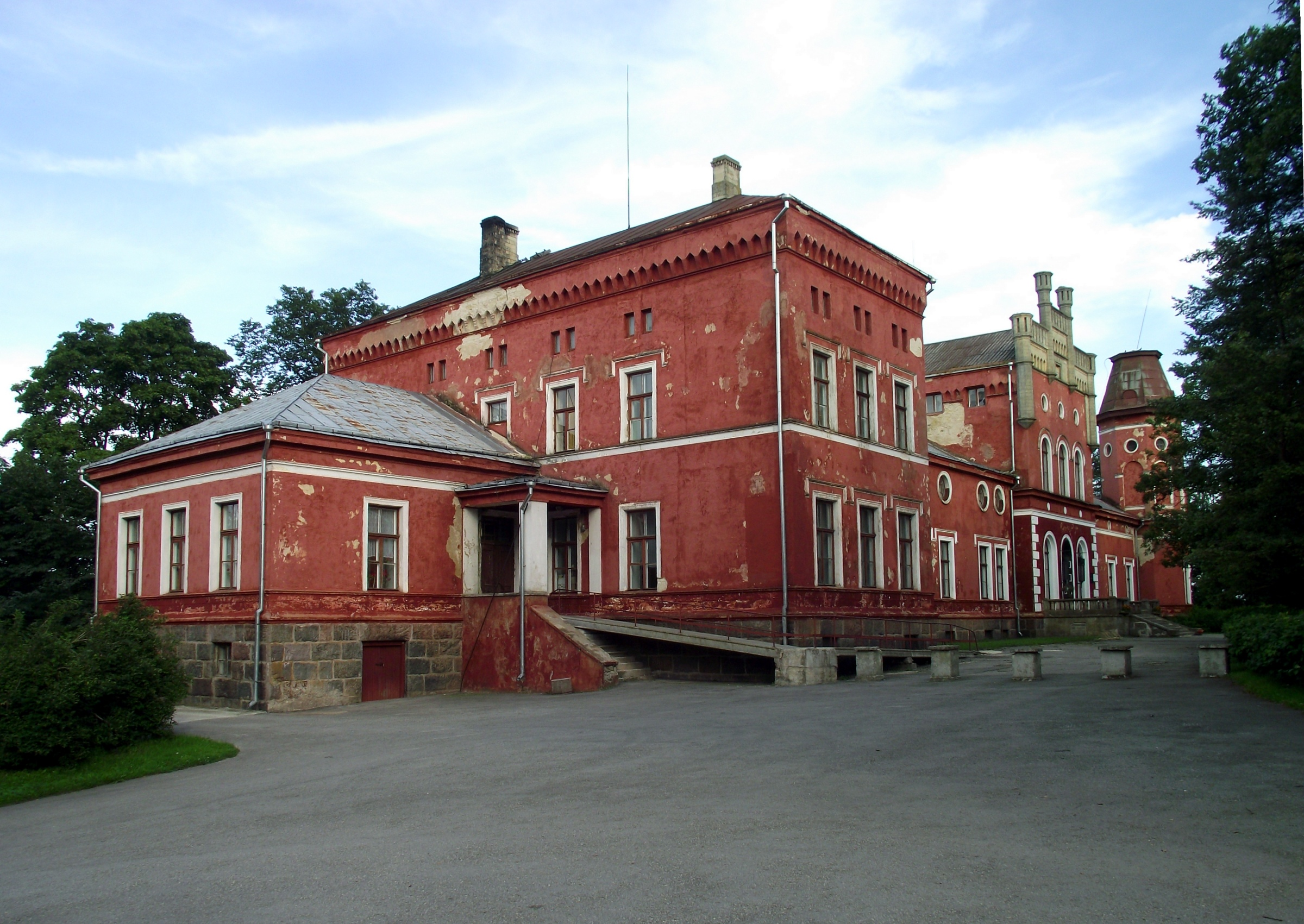
Het landhuis van Porkuni
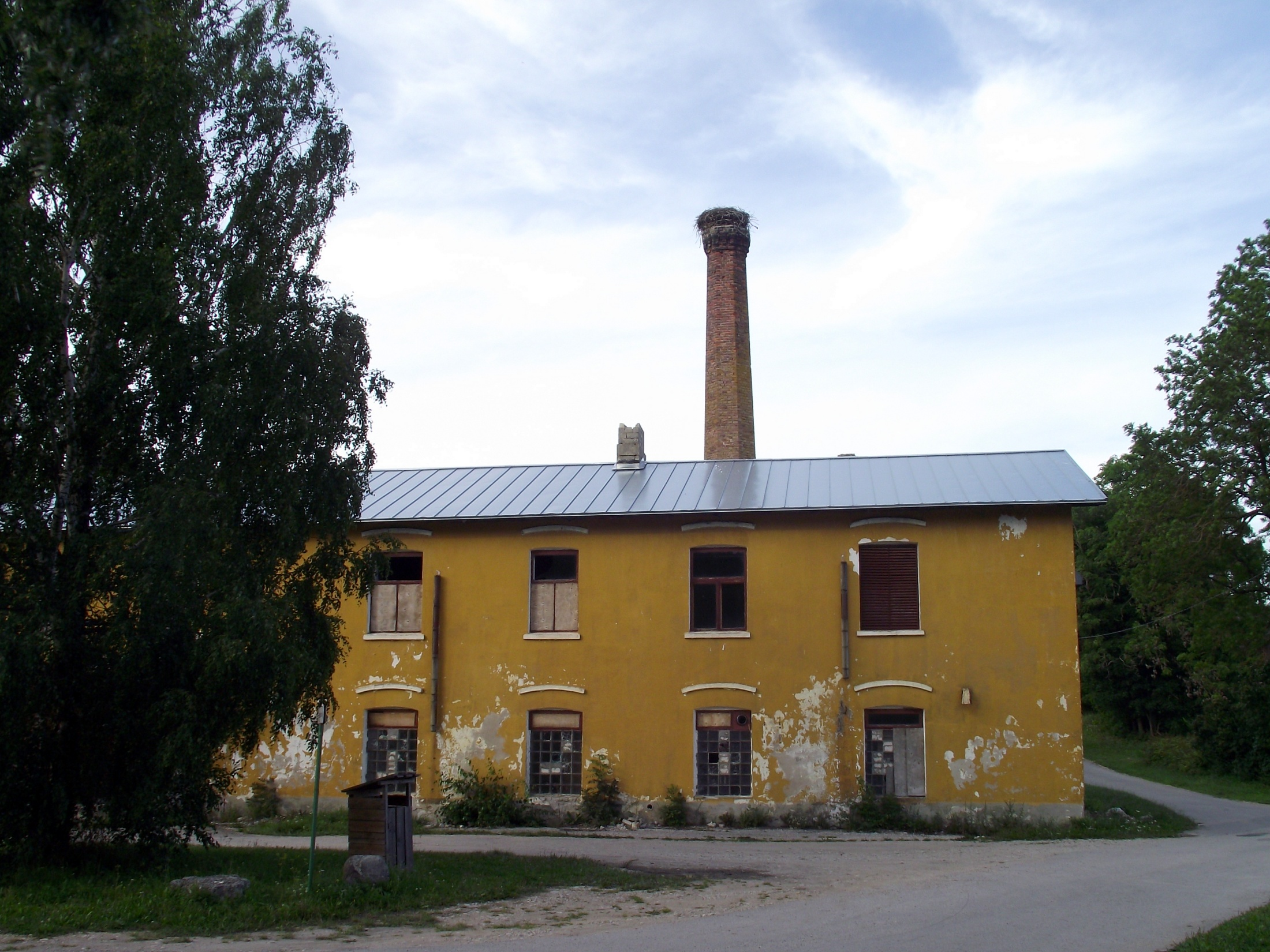
De zuivelfabriek
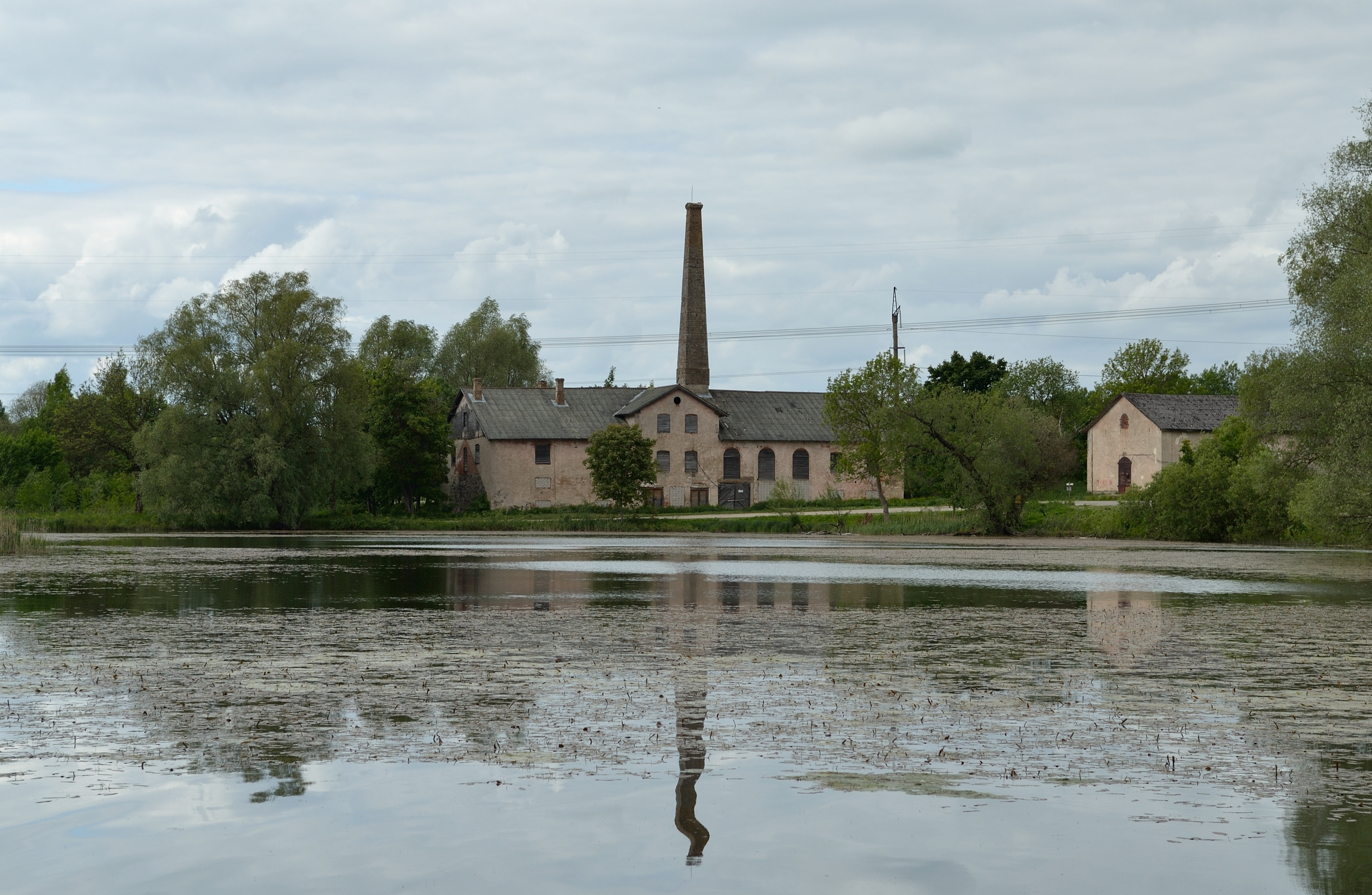
De wodkastokerij
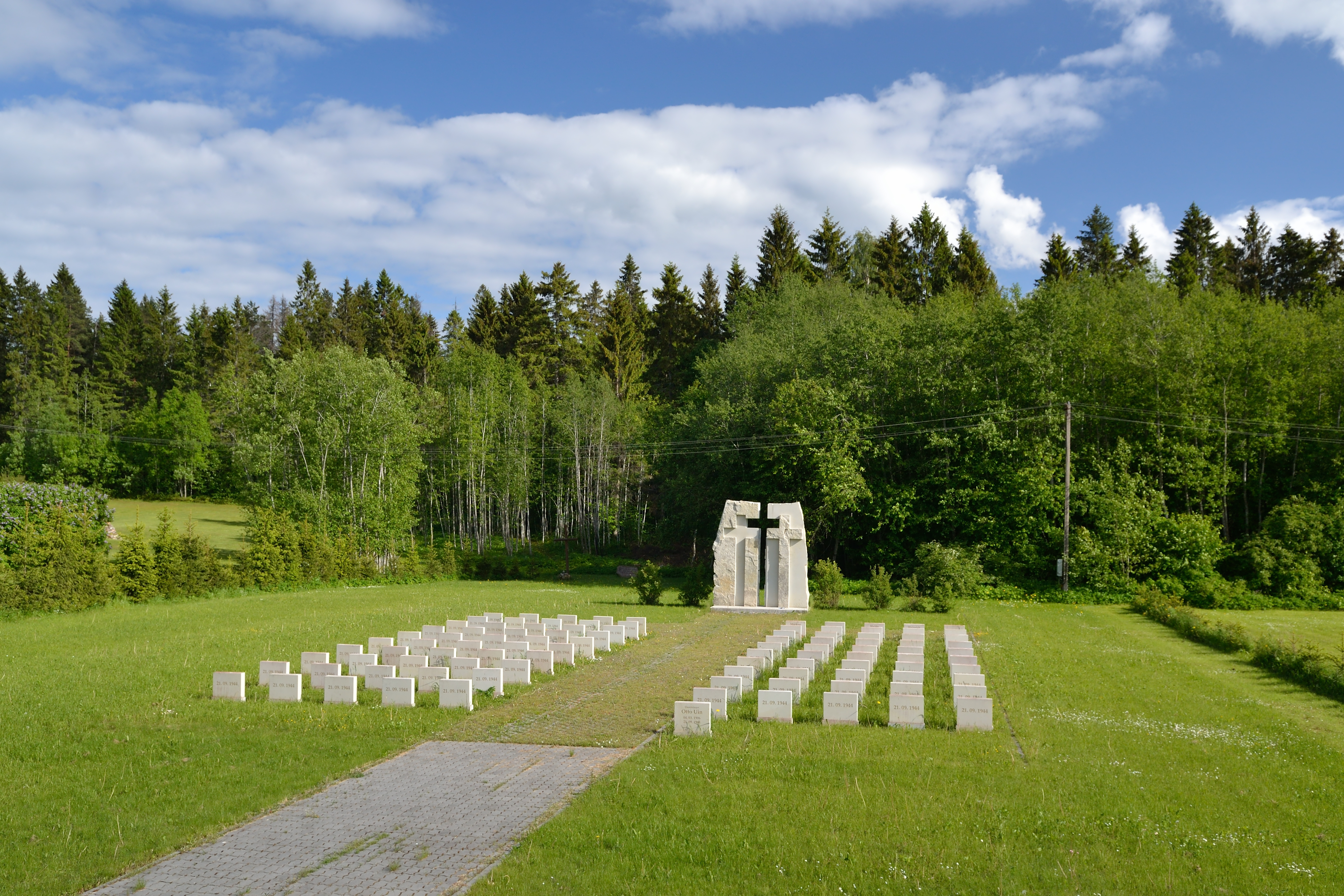
Monument voor de Esten die in 1944 aan Duitse zijde zijn gesneuveld bij Porkuni